# Велмерзен
Велмерзен (њем. Wölmersen) општина је у њемачкој савезној држави Рајна-Палатинат. Једно је од 119 општинских средишта округа Алтенкирхен (Вестервалд). Према процјени из 2010. у општини је живјело 409 становника. Посједује регионалну шифру (AGS) 7132118.

## Географски и демографски подаци
Велмерзен се налази у савезној држави Рајна-Палатинат у округу Алтенкирхен (Вестервалд). Општина се налази на надморској висини од 285 метара. Површина општине износи 2,6 km². У самом мјесту је, према процјени из 2010. године, живјело 409 становника. Просјечна густина становништва износи 156 становника/km².